# No Fixed Address
No Fixed Address — восьмий студійний альбом канадського рок-гурту Nickelback. Вийшов в Австралії 14 листопада 2014, а в інших країнах 17 листопада того самого року компанією Republic. Дата випуску альбому збіглася з шостою річницею випуску шостого альбому Dark Horse. Альбому передує сингл "Edge of a Revolution" випущений 18 серпня 2014. Це перший альбом групи, випущений компанією Republic після того, як вони в 2013 залишили компанію Roadrunner Records, з якою працювали довгі роки.

## Передісторія
Під час інтерв'ю на CFOX-FM Чад Крюгер оголосив, що група планує випустити їхній восьмий альбом до кінця 2014 року. Також був оголошений головний сингл — "Edge of a Revolution", який планували випустити приблизно в серпні 2014. Трек був представлений як "візитівка" групи та як політична пісня. Було також оголошено, що постійний співавтор Кріс Лорд-Елдж повернеться, щоб зробити ремікси на деякі треки альбому. Ще було оголошено, що група підписала контракт з Republic Records. Також Чад натякнув, що потенційна назва майбутнього альбому — "No Fixed Address".
22 серпня 2014 група через Твіттер оголосила, що альбом буде називатися "No Fixed Address" та оприлюднила список композицій.
Назва альбому була навіяна тим фактом, що його записували в різних місцях і група ніколи не залишалася довго на одному місці.
Вокаліст Чад Крюгер сказав, що в альбомі є пісні, які істотно відрізняються від типового музичного стилю групи, у тому числі пісня під назвою "Got Me Runnin 'Round", яка нагадує стиль виконавця Flo Rida.

## Сингли
Головний сингл альбому під назвою "Edge of a Revolution" був доданий до Rock radio 18 серпня 2014, а 19 серпня вийшов на iTunes.
Головний поп-сингл "What Are You Waiting For?" вперше прозвучав на німецьких та британських радіостанціях 4 вересня, потім вийшов в Австралії 5 вересня

## Список композицій
| №  | Назва                       | Тривалість |
| -- | --------------------------- | ---------- |
| 1  | "Million Miles an Hour"     | 4:10       |
| 2  | "Edge of a Revolution"      | 4:03       |
| 3  | "What Are You Waiting For?" | 3:38       |
| 4  | "She Keeps Me Up"           | 3:57       |
| 5  | "Make Me Believe Again"     | 3:33       |
| 6  | "Satellite"                 | 3:57       |
| 7  | "Get 'Em Up"                | 3:53       |
| 8  | "The Hammer's Coming Down"  | 4:24       |
| 9  | "Miss You"                  | 4:02       |
| 10 | "Got Me Runnin' Round"      | 4:05       |
| 11 | "Sister Sin"                | 3:25       |

## Цікаві факти
- У кліпі до пісні "Edge of a Revolution" присутні кадри протистояння на Грушевського.[3][4]